# Скоблікова Юлія Кирилівна
Юлія Кирилівна Скоблікова, до шлюбу Сиченко (17 квітня 1928, с. Олександрівка, нині м. Олександрівськ, Луганського району Луганської області — 14 лютого 2013, м. Київ) — українська скульпторка.

## Біографія
Народилася 17 квітня 1928 року в селі Олександрівка Луганської області.
Закінчила у 1949 році Ворошиловградське художнє училище, скульптурний факультет (педагог з фаху — В. Агібалов).
У 1956 році закінчила скульптурний факультет Київського художнього інституту, навчалася в майстерні знаного скульптора М. Лисенка.

Могила Юлії Скоблікової, Байкове кладовище

Членкиня Спілки художників України з 1959 року.
Чоловік — народний художник УРСР Олександр Скобліков.
Померла 14 лютого 2013 року. Похована в Києві на Байковому кладовищі (ділянка № 49а) поруч з чоловіком.

## Творчість
Юлія Скоблікова є авторкою багатьох скульптурних композицій у Києві. Займалася керамікою, з 1988 по 1999 рік була актрисою театру «Біла вітальня», з 1999 по 2001 роки — у театрі «Живе слово».
Знімалася у відеокліпах.
2000 року за її авторства вийшла збірка поезій «Відзеркалення».

### Скульптурні роботи
- композиція «Лікбез» (1969);
- фігура Зої Космодем'янської (1972);
- скульптура Лесі Українки (Національний музей літератури, Київ, 1989);
- паркова скульптура «Сірий вовк та червона шапочка»[1] («Галявина казок», Ялта, 1973);
- паркова скульптура «Материнство», Саки (1976);
- пам'ятник В. І. Леніну в с. Корсунівка, Полтавська область (1967).

### Меморіальні таблиці
- Л. Булаховському (1971);
- О. Бродському (1973);
- Алімпію (Києво-Печерська Лавра, 1973);
- М. Рильському (1973);
- Л. Писаржевському (1974);
- В. Ройтеру (1975);
- Н. К. Крупській.

### Портрети
М. Кузнецов (1958), Зоя Космодем'янська (1968), Елісо Циклаурі (1984), письменник В. Губарєв (1977), в'єтнамський скульптор Тьхань (1985), О. Сердюк (1981), Герой Радянського Союзу Л. Кравченко (1982), А. Камінський, генерал-майор І. Петров, та ін.

### Медалі
Мистецтво народу (1973), Дзінтарі (1974), Загинули рятуючи (1974), Альгімантас Вітенас (1974), Кортеліси (1987), Л. Громашевський (1987), Ніхто не забутий, ніщо не забуте (1982), Ганс Християн Андерсен (1985), Катерина Білокур (працювала понад 10 років) та ін.
Твори зберігаються в колекціях Національного художнього музею України, Харківського художнього музею, Хмельницького музею та ін.